# Istria

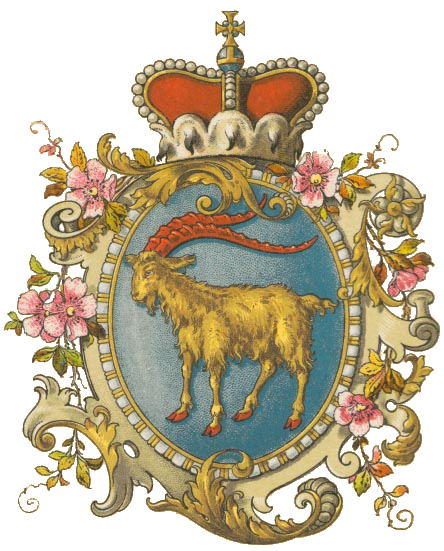
Herb habsburskiego Margrabstwa Istrii

Istria (słoweń. i chorw. Istra, wł. Istria) – półwysep w południowej Europie, w północnej części Morza Adriatyckiego. Zdecydowana jego większość należy do Chorwacji, tylko niewielka północna część do Słowenii, a najbardziej na północ wysunięte miasteczko Muggia do Włoch. Leży między zatokami Triesteńską, Kvarner i Rijecką. Za północno-wschodnią granicę półwyspu uznaje się zazwyczaj pasmo górskie Ćićarija i dolinę rzeki Rosandra (słoweń. Glinščica). Powierzchnia: ok. 3,5 tys. km². Ludność ok. 330 tys. (z tego ok. 235 tys. w Chorwacji, ok. 80 tys. w Słowenii, ok. 15 tys. we Włoszech).
Istrię tradycyjnie dzieli się na trzy części: Białą Istrię, Szarą Istrię i Czerwoną Istrię. Nazwy pochodzą od koloru ziemi. W pierwszej części dominują białe skały wapienne, w drugiej szare skały fliszu (niekiedy o żółtym lub zielonym odcieniu), w trzeciej czerwona gleba zawierająca wiele związków żelaza.
Duża część półwyspu jest górzysta (Učka, 1396 m n.p.m.) z wybitnie zaznaczonymi zjawiskami krasowymi. Brzegi w części wschodniej strome. Panuje tutaj klimat śródziemnomorski. Porasta go roślinność krzaczasta (makia, sziblak) i lasy dębowe. Główne rzeki: Dragonja, Mirna i Raša. Na Istrii rozwinięta jest turystyka i znajdują się tam liczne kąpieliska, z których największe to Opatija.
Główne miasta: Portorož, Piran, Koper (Słowenia), Pula, Rovinj, Pazin, Poreč, Umag. Siedzibą władz administracyjnych chorwackiej Istrii jest Pazin.

## Gospodarka
- uprawa zbóż
- uprawa winorośli
- uprawa oliwek
- hodowla bydła
- górnictwo węgla kamiennego (zagłębie Raša)
- wydobycie boksytów
- produkcja soli z wody morskiej
- turystyka

## Historia
- przed II wiekiem p.n.e. – zamieszkana przez plemiona iliryjskie
- w II wieku p.n.e. – podbita przez Rzymian (178 p.n.e. bitwa nad rzeką Timavus – Rzymianie dowodzeni przez Aulusa Manliusza Wulsona rozbili siły Istrów)
- od roku 538 n.e. pod władzą Bizancjum
- VII–VIII wiek – pojawienie się na Istrii Słowian
- od VIII wieku w królestwie Franków
- w ostatniej ćwierci XII wieku część półwyspu stała się księstwem Meranii
- w średniowieczu – rywalizacja między patriarchatem Akwilei, Wenecją a Habsburgami o posiadłości na Istrii
- w XV wieku podzielona między Austrię i Wenecję
- w XV i XVI wieku doszło do wyludnienia Istrii w wyniku epidemii, wojen i głodu; do opustoszałego kraju sprowadzono wielu osadników z Półwyspu Bałkańskiego
- 1797 – część należąca do Wenecji zostaje zajęta przez Austrię
- 1809–1815 – należy do Prowincji Iliryjskich Napoleona
- 1918 – zajęta przez Włochy
- 1920 – w Rapallo przyznana Włochom
- 1945 – partyzanci komunistyczni Josipa Broz Tito zamordowali na Istrii około 5 tys. Włochów, a setki tysięcy Włochów uciekły z półwyspu[1].
- 1947 – przyznana Jugosławii bez części pn.-zach., przyłączonej do Triestu
- 1954 – Triest otrzymały Włochy, pozostałą część Istrii (poza Muggią) Jugosławia
- do końca lat pięćdziesiątych mniej więcej ćwierć miliona osób, należących w większości do włoskiej grupy etnicznej, opuściło Istrię w związku z jej przejściem pod władzę Jugosławii; na ich miejsce przybyli migranci z innych krajów Jugosławii
- 1991 – miejsce Jugosławii zajęły Chorwacja i Słowenia

## Sytuacja etniczna i językowa
Dla Istrii od stuleci charakterystyczne jest współwystępowanie wielu grup etnicznych i języków. Do autochtonicznych języków półwyspu należą:
- język chorwacki, w tym dialekty czakawskie i język standardowy;
- język słoweński, w tym dialekty przymorskie i język standardowy;
- czarnogórski dialekt języka serbsko-chorwackiego, używany przez mieszkańców miejscowości Peroj;
- dialekt wenecki oraz włoski język standardowy;
- język istriocki, używany przez mieszkańców sześciu miast na południu Istrii;
- język istrorumuński, używany przez ludność wschodnioromańską, która zamieszkuje Istrię już od średniowiecza.

W przeszłości na terenie Istrii używany był również język friulski.
Większość ludności półwyspu stanowią migranci z innych części byłej Jugosławii, którzy przybyli tutaj po II wojnie światowej. Używają oni głównie języka serbsko-chorwackiego, języka słoweńskiego lub języka albańskiego.
Według wyników spisów powszechnych językami ojczystymi mieszkańców półwyspu są:
- język serbsko-chorwacki dla 220 tys. mieszkańców;
- język słoweński dla 64 tys. mieszkańców;
- język włoski dla 33 tys. mieszkańców;
- język albański dla 2,5 tys. mieszkańców;
- i inne.

Na obszarze Istrii funkcjonują trzy języki urzędowe:
- język chorwacki w Chorwacji
- język słoweński w Słowenii
- język włoski we Włoszech, Słowenii i żupanii istryjskiej, obejmującym większość chorwackiej Istrii